# Гомпа

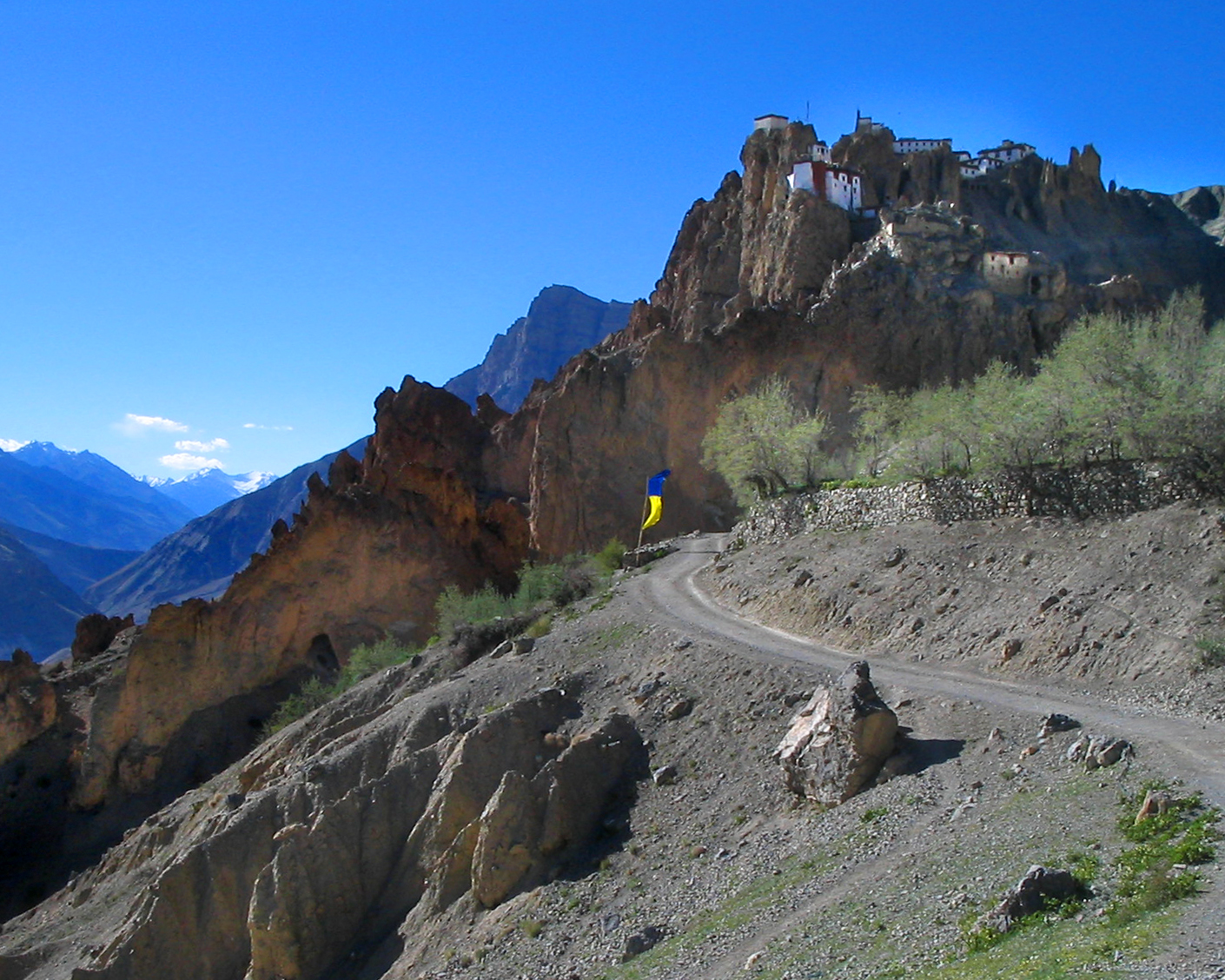
Гомпа Данкар, Спити, Индия

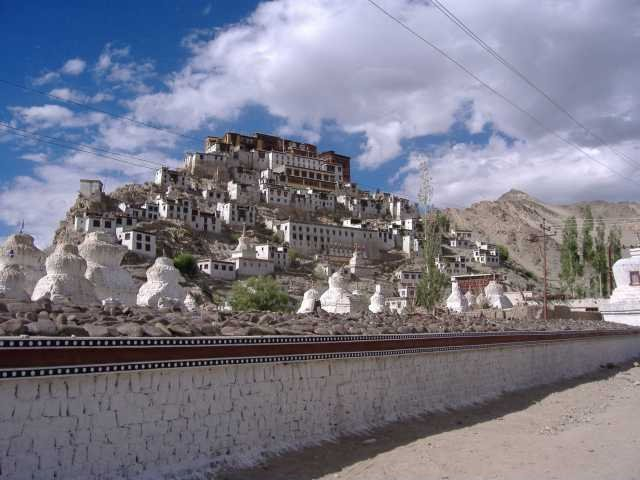
Гомпа Тикси недалеко от города Лех в Ладакхе, Индия

Гомпа и линг — в буддизме комплекс укрепленных сооружений для духовного обучения и садханы, расположенные в Тибете, Ладакхе (Индия), Непале и Бутане. Гомпа состоит из мужского или женского монастыря и университета (на санскрите: вихара). Дизайн и интерьер варьируются от региона к региону, но в целом все гомпы имеют центральный зал, исполненный в виде священной геометрической мандалы, и содержащий статую или танку Будды, лавки для монахов или монахинь, используемые для молитв и медитаций, а также комнаты для жилья. Возле гомпы может находиться определённое количество ступ.
Гомпой также может быть комната или зал для медитаций без прикрепленных к ней жилых помещений. Комнаты для медитаций в городских буддийских центрах часто называются гомпами.
В отличие от гомпы лакханг — малый монастырь или храм, обладающий особой значимостью, который может также входить в состав гомпы.